# Vicenç Burgarolas i Casassas
Vicenç Burgarolas i Casassas (Castellterçol, ca.1821 - Barcelona, 7 de març de 1868) fou un comerciant i guitarrista aficionat.
Diversos músics van reconèixer el seu talent com a guitarrista intèrpret. Per exemple, Baltasar Saldoni elogià els seus concerts de gran qualitat i la seva destresa amb la guitarra. De manera similar, Julián Arcas manifestà la seva admiració pel gran domini que Burgarolas tenia de l'instrument, i també destacà la seva habilitat interpretativa.